# Euphyia lacrimans
Euphyia lacrimans là một loài bướm đêm trong họ Geometridae.